# ビー・バップ・デラックス
ビー・バップ・デラックス (Be-Bop Deluxe)は、イギリスのロックバンドである(「ビ・バップ・デラックス」と表記される場合もある)。リーダーであるビル・ネルソンを中心に1972年にヨークシャーで結成され、1974年にメジャー・デビューした後、1978年まで活動した。
音楽スタイルはギター・サウンドを基調にしたポップなロックが中心であるが、後期にはシンセポップへのアプローチも見せた。芸術家肌であるビルのワンマンバンド的色彩が強く、彼の嗜好を反映したSF感覚や、夢想的な暗喩を含むメランコリックな曲から、ストレートに見えてどこか奇妙な味わいを持つブギーなどが特徴的である。

## 来歴

### 結成以前
サックス奏者である父を持つなど音楽的環境に恵まれたビルは、ハンク・マーヴィンやチェット・アトキンスなどのギタリストの影響を受けて早くからギターを始める。コスモノーツというアマチュアバンドを始めたビルに、ギタリストとしての才能を感じた父親は、当時高校生であったビルに後に彼のトレード・マークになる ギブソン ES-345を買い与えた。
その後ミッドナイト・キーパーズ、ティーンエイジャーズなどの地元アマチュアバンドを経た後、地元ウェイクフィールド・アートスクールに入ったビルは、ジミ・ヘンドリックスやアート・ロックの影響を受け、スリーピースバンド、グローバル・ヴィレッジを結成し初のレコーディングを行う。
1970年に、第1期ビー・バップ・デラックスの原型ともなるジェントル・レボリューション、フラグシップなどのメンバーを経た後、地元のレコード店などの協力により、自己のスタジオと共にインディーズ・レーベル、スマイルを設立する。
1971年、スマイルよりソロ名義で250枚ほど初回プレスされたLP『ノーザン・ドリーム（"Northern Dream"）』が、BBCラジオの番組「トップ・ギア・ショー」のDJで、イギリスのロック界に影響力を持つジョン・ピールによって、さかんにオンエアされたことからビルは有名になっていく。同時期EMIハーベストからプロ契約の話が持ち上がった。

### 第1期 ビー・バップ・デラックス
EMIが望んでいたのはビルとのソロとしての単独契約だった。しかしビルはソロよりもバンドでの活動を計画しており、ビルと少年時代からの友人イアン・パーキン(G)を中心に、ロブ・ブライアン(B)、ニコラス・チャタートン・デュー(ニック・デューと略される場合も多い)(D)、リチャード・ブラウン(K)ら、ジェントル・レボリューションなどからの旧知のメンバー主体のラインナップでビー・バップ・デラックスを結成していた。
ビー・バップ・デラックスは1972年9月に地元ヨークシャーのキャンバーランドホテルで初ライブを行う。ビルはバンドとしてのメジャー契約を目指し、一旦契約話を保留していたEMIに、"ジェットシルバー・アンド・ザ・ドール・オブ・ビーナス"と"ライダーズ・オブ・マイ・ラブ"のデモテープを送った。
1973年4月、スマイルよりシングル盤「ティーンエイジ・アークエンジェル/ジェット・アット・ドーン」をリリースした。このシングルもジョン・ピールによってオンエアされ、ライブ活動と相まってビー・バップ・デラックスの評判は上昇し、他のレコード会社数社も獲得に動き始める。これを受けてEMIは同年8月、ロンドンのマンチェスター・スクエアでオーディションを行った。また、BBCラジオの「トップ・ギア・ショー」のためのスタジオ・ライブ録音も行った[:en]。1974年2月22日、マーキーでのライブの後、EMIと楽屋で契約を結んだ。
こうしてビー・バップ・デラックスは、1974年6月、ファースト・アルバム『美しき生贄』をリリースする。このアルバムによってビー・バップ・デラックスはポスト・グラム的評価を受けるが、ビルは「デヴィッド・ボウイらと比較される事を快く思わなかった」と後に述べている。その後スティーヴ・ハーレイ&コックニー・レベルの前座としてツアーを行うが、EMIが他のメンバーの力量に不満を示し、ビルも同様に考えていたためバンドを解体する事になる。

### 第2期 ビー・バップ・デラックス
ビルはスティーヴ・ハーレイ&コックニー・レベルを脱退したポール・ジェフリーズ(B)、ミルトン・リーム・ジェームズ(K)、ミルトンに紹介された元ハッケンサックのサイモン・フォックス(D)とバンドの再構築を図る。このラインナップで1975年よりレコーディングを始めるが、発売中止となってしまうシングル「ビトゥィーン・ザ・ワールド/ライツ」と、6度のライブの後、コックニー・レベルからの二人はバンドを去る。
残ったサイモン・フォックスに、オーストラリアのバンド、ミシシッピーのベーシストとしてイギリスに来たが、バンドと別れロンドンに残ったニュージーランド出身のチャールズ・トゥマハイ(B)をオーディションによって加え、ビー・バップ・デラックスはトリオ編成で再出発する。
1975年5月、プロデューサーにクイーンを成功に導いたロイ・トーマス・ベイカーを迎え、ファースト・アルバムに対して、よりプログレッシッブなアプローチを行った『フュチュラマ』をリリース。ベイカーが得意とする多重録音を駆使したこのアルバムからのシングル「魅惑の淑女」(原題"Maid In Heaven")がスマッシュ・ヒットとなる。

### 第3期 ビー・バップ・デラックス
ライブのサポートメンバーであったアンドリュー・クラーク(K)が正式メンバーとなり、1976年2月、ジョン・レッキーとビルの共同プロデュースによる『炎の世界』をリリース。アルバムが全英17位、シングル「闇夜の航海」(原題"Ships in the Night")が全英23位となり、ライブ・ステージの完成度なども含め高い評価を受ける。この後、レッキーとビルの共同プロデュースは、ビー・バップ・デラックス解散後のレッド・ノイズまで続く。
以上3枚のアルバムは全てギターに関係したタイトルがつけられており、理由として「これらはギター中心の音楽を追求したことの暗喩である」という意味の事をビルは述べている。
アメリカでの実質デビュー作となった『炎の世界』のリリースに合わせて、1976年3月より、スティクス、エレクトリック・ライト・オーケストラなどのサポートとして全米ツアーを行ったあと、1976年10月、LP片面半分が組曲というコンセプチュアルな『モダン・ミュージック』をリリース。その後、ニュージーランド国籍であるトゥマハイの就労ビザの問題等が起こるも、ビー・バップ・デラックスは人気、パフォーマンスともに最盛期を迎える。
1977年7月、LP1枚EP1枚の2枚組という変則的なライブ・アルバム『ライヴの美学』をリリース。全英10位とライブ・アルバムとしては異例のセールスをあげる。ビル自身がアルバムの内スリーブに、「'77年春のツアー」との文を書いているため、ライブ音源は「モダン・ミュージック・ツアー」からとされる場合が多いが、『モダン・ミュージック』からの選曲はない。
1978年2月にリリースされた『プラスティック幻想』で、これまでのギターを中心としたバンド・サウンドから、大きくシンセポップ的なサウンドに変化する。このアルバムは、その後隆盛するテクノ、ニュー・ウェイヴに対するビルの先見性が認められるもので、新たな評価を得たものの、従来のビー・バップ・デラックスの音楽性を求めるファンを失う結果にもなった。アルバムリリース後、数度のライブを行うものの、ビルはビー・バップ・デラックスとして出来る音楽は終わったとしてバンドを解散する。

### ビー・バップ・デラックス解散後
ビルはアンドリュー・クラークや実弟のイアン・ネルソンらと、テクノポップバンド「ビル・ネルソンズ・レッド・ノイズ」を結成。1979年、『触れないで！僕はエレクトリック』(原題"Sound-On-Sound")をリリース。その後ビルは内省的なソロ・プロジェクトに移行する。現在も活動中。チャールズ・トゥマハイは、元ウイングスのジミー・マカロックらとザ・デュークスでアルバムを1枚出した後、1985年、ニュージーランドに帰る。1995年、心臓麻痺で死去。サイモン・フォックスは、トレヴァー・ラビン、スティーヴ・ヒレッジなどのツアーサポートを行う。現在は音楽業界から引退。

## ディスコグラフィ

### スタジオ・アルバム
- 『美しき生贄』 - Axe Victim (1974年)
- 『フュチュラマ』 - Futurama (1975年)
- 『炎の世界』 - Sunburst Finish (1976年)
- 『モダン・ミュージック』 - Modern Music (1976年)
- 『プラスティック幻想』 - Drastic Plastic (1978年)

### ライブ・アルバム
- 『ライヴの美学』 - Live in the Air Age (1977年)
- 『ライヴ・イン・コンサート』 - Radioland - BBC Radio One Live In Concert (1994年)
- Tremulous Antenna (2002年) ※上記『ライヴ・イン・コンサート』と同内容

### コンピレーション・アルバム
- The Best Of and the Rest Of (1978年) ※ベスト盤+未発表曲などの2枚組
- Singles A's & B's (1981年) ※シングル盤コンピレーション
- Axe Victim+Futurama (1985年) ※ダブル・カップリング盤
- Bop To the Red Noise (1986年) ※レッド・ノイズまで含めたベスト盤
- Raiding the Divine Archive (1987年) ※ベスト盤
- Air Age Anthology (1997年) ※2枚組ベスト盤
- Tramcar to Tomorrow (1998年) ※ライブ盤
- Very Best Of (1998年) ※ベスト盤
- Postcards From the Future (2004年) ※スマイルよりリリースされたシングル2曲を含むベスト盤
- Futurist Manifesto 1974-78 (2011年) ※ボーナス・トラックも含む全てのスタジオ盤+デモ・未発表ライブなどの5枚組
- The Practice of Everyday Life (2011年) ※ソロ・ワーク、80年代のBBCラジオセッションなどを含む8枚組
- Be Bop Deluxe At The BBC 1974 - 1978 (2013年) ※70年代のジョン・ピール・セッションなどを含む3CD+DVD
- Be Bop Deluxe - Original Album Series (2014年) ※オリジナル・スタジオ盤5枚組

### シングル
- "Teenage Archangel/Jets At Dawn" (1973年1月)
- "Jet Silver And The Dolls Of Venus/Third Floor Heaven" (1974年6月)
- "Between The Worlds/Lights" (1975年2月)
- "Maid In Heaven/Sister Seagull" (1975年5月)
- "Ships In The Night/Crying In The Sky" (1976年1月)
- "Kiss Of Light/Shine" (1976年7月)
- "Hot Valves" (1976年10月) ※「Maid In Heaven」他全4曲のEP
- "Japan/Futurist Manifesto" (1977年9月)
- "Panic In The World/Blue As A Jewel" (1978年1月)
- "Electrical Language/Surreal Estate" (1978年5月)

## 参考リンク
billnelson.com 内 Discographyページ